# Zaminowo
Zaminowo (dawn. Zamianowo) – wieś w Polsce położona w województwie podlaskim, w powiecie siemiatyckim, w gminie Dziadkowice.
Wierni kościoła rzymskokatolickiego należą do parafii Świętych Apostołów Piotra i Pawła w Dołubowie.

## Historia
Wieś powstała w połowie XVI wieku jako Zamianowo, która to nazwa wiąże się z jej powstaniem. W latach 1549–1553 w ramach dzierżaw królewskich zostały zamienione pomiędzy magnatami, dobra Sielec (w tym obecne tereny Zaminowa) na Suraż. Nowy właściciel rozpoczął akcję osiedleńczą i już z 1558 roku pochodzi wzmianka nt. wsi w granicach starostwa brańskiego. Była to osada niewielka, jeszcze w 1580 w Zaminowie i Sielcu były tylko 4 uprawiane włóki. 
W 1664 r. wieś przechodzi z królewszczyzny na własność prywatną szlacheckiej rodziny Obrąpalskich, kolejni właściciele nie są ustaleni. Wiadomo jednak, że w 1861 r. chłopi z Zaminowa zostali uwłaszczeni.
W Słowniku Geograficznym Królestwa Polskiego z 1895 r. nt. wsi czytamy: "Zamianowo, wieś włościańska, powiat bielski, gubernia grodzieńska, w 2 okręgu polskim, gmina Aleksin, parafia Dołubów, 1861 roku miała 69 mieszkańców katolików, o 27 wiorst od Bielska, 269 dziesięcin włościańskich". 
W latach 1919–34 wieś należała do gminy Widźgowo. W 1921 roku liczyła 33 domy i 178 mieszkańców, w tym 10 prawosławnych. Na północnych krańcach wsi przed wojną stał wiatrak. W pobliżu istniała jeszcze "Zamianowo
osada" z jednym domem i 6 mieszkańcami. Ówczesne źródła podają jeszcze starą nazwę - Zamianowo.
W latach 1975–1998 miejscowość administracyjnie należała do województwa białostockiego.